# راس الخرابة (يريم)

تعديل مصدري - تعديل

راس الخرابة محلة تابعة لقرية ذى اهلول، التابعة لعزلة بني سباء بمديرية يريم إحدى مديريات محافظة إب في الجمهورية اليمنية، بلغ تعداد سكانها 81 حسب تعداد اليمن لعام 2004.